# ثمینه باغچه‌بان
ثمینه باغچه‌بان (۴ فروردینِ ۱۳۰۶ در تبریز) نویسندهٔ کودک و نوجوان اهل ایران است. دو کتاب از او تحت‌عنوان «پل چوبی» و «نوروزها و بادبادک‌ها» از کتاب‌های برگزیدهٔ شورای کتاب کودک است.

## زندگی
«زمانیکه به گذشته‌ام می‌نگرم، دلم پر از شادی می‌شود، چه سعادتی بود همدوش پدرم کنار فرزندان ناشنوایم بودن. هر روز زندگی ام در دبستان کَر و لالها و آموزشگاه باغچه‌بان سراپا شادی بود. اگر دوباره به دنیا بیایم باز همین راه را در پیش خواهم گرفت و خداوند را سپاسگزارم که مرا به این راه رهنمون شد.»

—کتاب ثمینه باغچه بان: خادم فرهنگ و جامعه

پدرم ما بچه‌های کودکستانی را به گردش‌هایی می‌برد که البته اهمیت پرورشی آن برای ما کودکان روشن نبود. او ما را کنار رودخانه‌ای که کودکستان‌مان نزدیک آن بود، می‌برد، بدون این‌که چیزی بگوید. طبیعتاً ما شروع به جمع‌آوری سنگ‌ریزه‌ها می‌کردیم. من از این کار خوشم می‌آمد (و هنوز هم می‌آید!) مانند دیگر دختران دامنم را پر از سنگ‌ریزه می‌کردم. پسرها سنگ‌ریزه‌ها را در جیب‌شان می‌گذاشتند.»

— گفتگوی ایسنا با ثمینه باغچه بان
ثمینه باغچه‌بان در چهارم اسفند ۱۳۰۶ در تبریز در کودکستان «باغچه اطفال» که به عنوان نخستین کودکستان ایران که توسط جبار باغچه‌بان بنا نهاده شده بود به دنیا آمد. پس از چند سال همه خانواده به شیراز رفتند و ثمینه در کودکستانی که پدرش در شیراز بنیاد نهاد، بزرگ شد و درسال ۱۳۱۱ از شیراز به تهران آمدند. پدرش در محله سنگلج دبستان کر و لال‌ها را تأسیس کرد.
برادر او ثمین و خواهرش پروانه نام دارد.
من در سال 1306 در تبریز به دنیا آمدم. از آنجایی که در مدرسه به دنیا آمدم و در آن جا بزرگ شدم، ازدواج کردم و در همان مدرسه تا روز آخری که پدرم زنده بود و بعد خودم تا زمان بازنشستگی کار کردم، طبیعتا زندگی من با مدرسه به هم گره خورده است. زمانی که من به دنیا آمدم، سه سالی بود که پدرم باغچه اطفال را در تبریز پایه گذاری کرده بود. مدت کوتاهی بعد از تولد من، ما به شیراز رفتیم و پدرم در آنجا کودکستان شیراز را پایه گذاری کرد.
من در کودکستان شیراز بزرگ شدم، در فضایی باز و در کودکستانی که پدرم با همه ایده آل هایش آنجا را اداره می کرد. برای من که الان هشتاد سال از عمرم می گذرد و مدرسه های بسیاری را دیده ام، کودکستان شیراز یکی از برجسته ترین کودکستان هایی بود که به یاد دارم. واقعا کودکستان به تمام معنا بود. از نظر تربیت حواس، تربیت جسم، تربیت نیروی ذهنی، آداب معاشرت، پرورش شخصیت برای راستگو بودن، صمیمی بودن و دلیر بودن در موارد لازم. 
پدرم می گفت انسان نباید ترسو باشد. ترس بی جا سبب ضعف می شود. خجالت هم خیلی بد است. خجالت، بچه ها را تا آخر عمرشان از کار و زندگی عقب می اندازد. پدرم با دقت بسیار به این مسائل توجه داشت و سعی می کرد به ما جرئت بدهد و خجالت بیهوده را از ما بگیرد. به این ترتیب اعتماد به نفس و مبارزه با خجالت بی جا را من از کودکی از پدر آموختم.

## تحصیلات
ثمینه دبستان و دبیرستان را تا دوم متوسطه تمام کرد و سپس وارد دانشسرای مقدماتی پامنار شد و همزمان به تدریس در مدرسه کر و لال‌ها پرداخت. در دانشسرای مقدماتی با راهنمایی و آموزش بدرالملوک بامداد و مهری آهی وارد دانشسرای عالی شد.
در ۱۳۲۷ از دانشسرای عالی در رشته زبان انگلیسی فارغ‌التحصیل شد. در سال ۱۳۲۹ با استفاده از بورس به آمریکا رفت و در کالج لیندن وود در ایالت میسووری در زمینه آموزش و پرورش ناشنوایان به تحصیل پرداخت. در سال ۱۳۳۲ در مقطع کارشناسی ارشد آموزش و پرورش ناشنوایان از دانشگاه کلمبیا فارغ‌التحصیل شد و سپس در رشته گفتاردرمانی در همان دانشگاه به تحصیل ادامه داد.

## حرفه
پس از بازگشت از آمریکا و تجدید نظر برای کتاب‌های درسی در جلسات دفتر کل امور ابتدایی با حضور عباس یمینی شریف و لیلی آهی و توران میرهادی حضور یافت. براساس این جلسه، او در سال ۱۳۴۰ از طرف آموزش و پرورش، مسئول تشکیل کلاس‌های کارآموزی و کارورزی آموزگاران کلاس اول در سطح کشور شد. همچنین او کتاب روش تدریس مخصوص سپاه دانش را بر اساس روش پدرش تهیه کرد که در افغانستان و تاجیکستان هم کاربرد داشت و به این ترتیب روش باغچه‌بان فراگیر شد. این کتاب که با همراهی لیلی آهی تهیه شده بود.
پس از مرگ پدر او مسئولیت آموزشگاه باغچه بان و پس از آن ریاست آموزشگاه مدیریت فنی جمعیت کر و لال‌ها را بر عهده گرفت. همچنین در ۱۳۵۰ مدیرعامل و مسئول برپایی سازمان ملی رفاه ناشنوایان و در ۱۳۴۵ مدیر امور بالینی و دوره تربیت متخصص شنوایی سنجی و رابط ناشنوایان در دانشگاه ملی شد و در سال ۱۳۴۱ در پی تأسیس شورای کتاب کودک، فعالیت خود را در آن جا آغاز کرد.

## آثار
دو کتاب «پولک های چوبی» و «نوروزها و بادبادک‌ها» به قلم او از کتاب‌های برگزیده شورای کتاب کودک است. ارائه ترانه فولکلوریک «دویدم و دویدم» در قالب کتاب و تهیه ویدئوی آن به زبان اشاره با کمک یونیسف صورت گرفت. همچنین در سال ۱۳۷۷ بنا به درخواست یونیسف، برگردان فارسی کتاب «پیمان جهانی» به قلم او انجام پذیرفت و به چاپ رسید و از آن ویدئویی به زبان اشاره تهیه شد. از دیگر آثار او کتاب‌های «جم جمک برگ خزون»، «آفتاب مهتاب چه رنگه» و کتاب «روشنگر تاریکی‌ها» (دربارهٔ پدرش جبار باغچه بان) است که کتاب آخر با مؤسسه پژوهشی تاریخ ادبیات کودکان انجام گرفته‌است.

## افتخارات
در سال ۱۹۷۷ از سوی Clarke School Fellowship For The Middle East USA یک بورس تحصیلی به نام ثمینه باغچه‌بان نام گذاری شد.
کتاب ثمینه باغچه بان: خادم فرهنگ و جامعه، نوشته رضا محمودی و محمد نوری زندگینامهٔ اوست.